# مجوخانا
مجوخانا (به صربی: Međuhana) یک منطقهٔ مسکونی در صربستان است که در بلاتسه واقع شده‌است. مجوخانا ۱۸۷ نفر جمعیت دارد.